# إسطركن ألفي النقط
إسطركن ألفي النقط (الاسم العلمي:Strychnos millepunctata) هو نوع من النباتات يتبع جنس الإسطركن من الفصيلة اللوغانية.